# Nieuwe algemene begraafplaats Baarn
De Nieuwe algemene begraafplaats is een gemeentelijk monument aan de Wijkamplaan in Baarn in de provincie Utrecht.
Het terrein aan de Torenlaan werd in 1919 door de gemeente gekocht van Koningin Emma. De Oude begraafplaats aan de Berkenweg werd na 1974 niet meer gebruikt. De eerste teraardebestelling op de nieuwe begraafplaats vond plaats op 8 januari 1919. De ingang van de nieuwe begraafplaats lag aan de Eikenboschweg, waarvan de naam in 1951 werd veranderd in Wijkamplaan.
Het lange terrein wordt omsloten door de Lepelaarlaan en de spoorbaan. De ingang wordt gevormd door een dienstwoning met aula in Oost-Indische stijl. Voor de toegangspoort staat een overkapte uitbouw met een koepeldak waarop een urn en sluier als decoratie zijn aangebracht. 
Aan beide zijden van de doorgang is een paviljoen. Na de poort leiden twee paden over het terrein, een daarvan is gebogen, de ander recht.
De begraafplaats van 3,3 hectare werd in zes verschillende klassen uitgegeven. De eerste klasse bestond uit kavels van tien tot vijftig vierkante meter en was bestemd voor zeer welgestelden. De kavels voor lagere klassen waren kleiner. Voor de laagste klasse was het begraven gratis, mits de begrafenis voor twaalf uur 's middags plaatsvond. In 1968 werd de begraafplaats met 2,5 hectare uitgebreid. De aula werd in 1974 en 2010 gerenoveerd. 
Na uitbreidingen in 1950 en 1968 (met twee rouwkamers) werd in 1994 de eerste urnenmuur gebouwd met 102 nissen. In 2016 vond uitbreiding met een urnentuin plaats.  De grafstenen van voor 1919 zijn van herbegravingen. 

## Begraven op de Algemene Begraafplaats
- Gerhard Aalders, hoogleraar
- Wolter Bakker, architect
- Lodewijk Becht, fabrikant
- Daniel Been, kunstschilder
- Fried Berning, architect
- Ferdinand Frederik de Boois, architect
- Willem Bos, burgemeester
- Nico Broekhuysen, bedenker van het korfbal
- Jan Broerze, kunstenaar
- Gozewinus van Bronkhorst, architect
- Ferdinand Folef d'Aulnis de Bourouill (1850-1925), burgemeester
- Joop Colson (1901-1966), fotograaf
- Carel van Dapperen, kunstenaar
- Hermanus van Diermen (1895-1946), voetballer
- Koos van Doorne, dichter
- Esmée van Eeghen, verzetsstrijdster[2]
- Carl Frederik Hendrik Engelen, burgemeester
- Maurits Cornelis Escher, graficus en kunstenaar
- Cees van der Feer Ladèr, kunsthandelaar
- Jim Frater, kunstenaar
- Elisabeth van Gogh, dichter
- Sytze Greidanus, hofarts
- Adrianus van der Grient, fotograaf
- Willem Hendrik Haasse, ambtenaar en schrijver
- Joost Adriaan van Hamel, voorzitter van het Bijzonder Gerechtshof
- Gerrit Haverkamp, graficus en schilder
- Hendrik Hornsveld, dahliakweker[3]
- Wim Hazeu (1940-2024), biograaf
- Piet Keuning, uitgever
- Louis Kirchner, amateurfotograaf
- Alexander Frederik van Lynden, burgemeester
- Else Lohmann, kunstschilder
- Constantijn Muysken, architect
- Herman Onvlee, architect
- Jan Lodewijk Pierson sr., bankier, schrijver
- Gerlach Cornelis Joannes van Reenen, burgemeester
- Reind van de Riet, computerwetenschapper
- Bauke Roolvink, politicus
- Jaap de Ruig, kunstenaar
- Louis Rutgers van Rozenburg, burgemeester
- Alphert Schimmelpenninck van der Oye, burgemeester en sportbestuurder
- Jacobus Spijker, rijtuig- en autofabrikant
- Frans Stracké, beeldhouwer
- Petrus Tegelberg, ondernemer
- Jan Jacob Thomson, predikant/letterkundige
- Piet Verburg, taalwetenschapper
- Marie Paul Voûte, kunstverzamelaar
- Bernard Wijkamp, politicus
- John Wijsmuller, reder
- Hendrik Zeiler, plantageadministrateur
- Guy Zweerts, voetballer

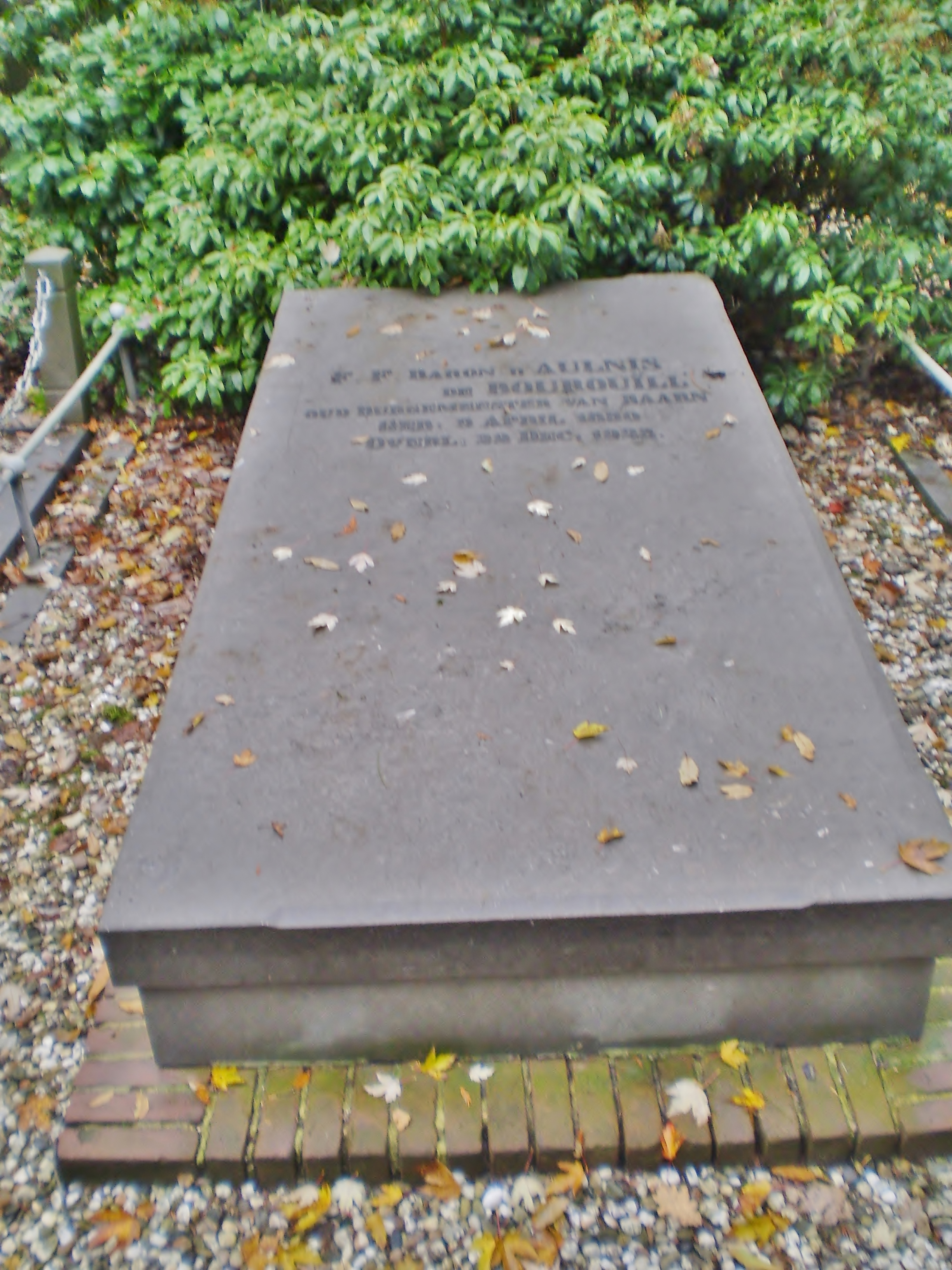
d'Aulnis de Bourouill
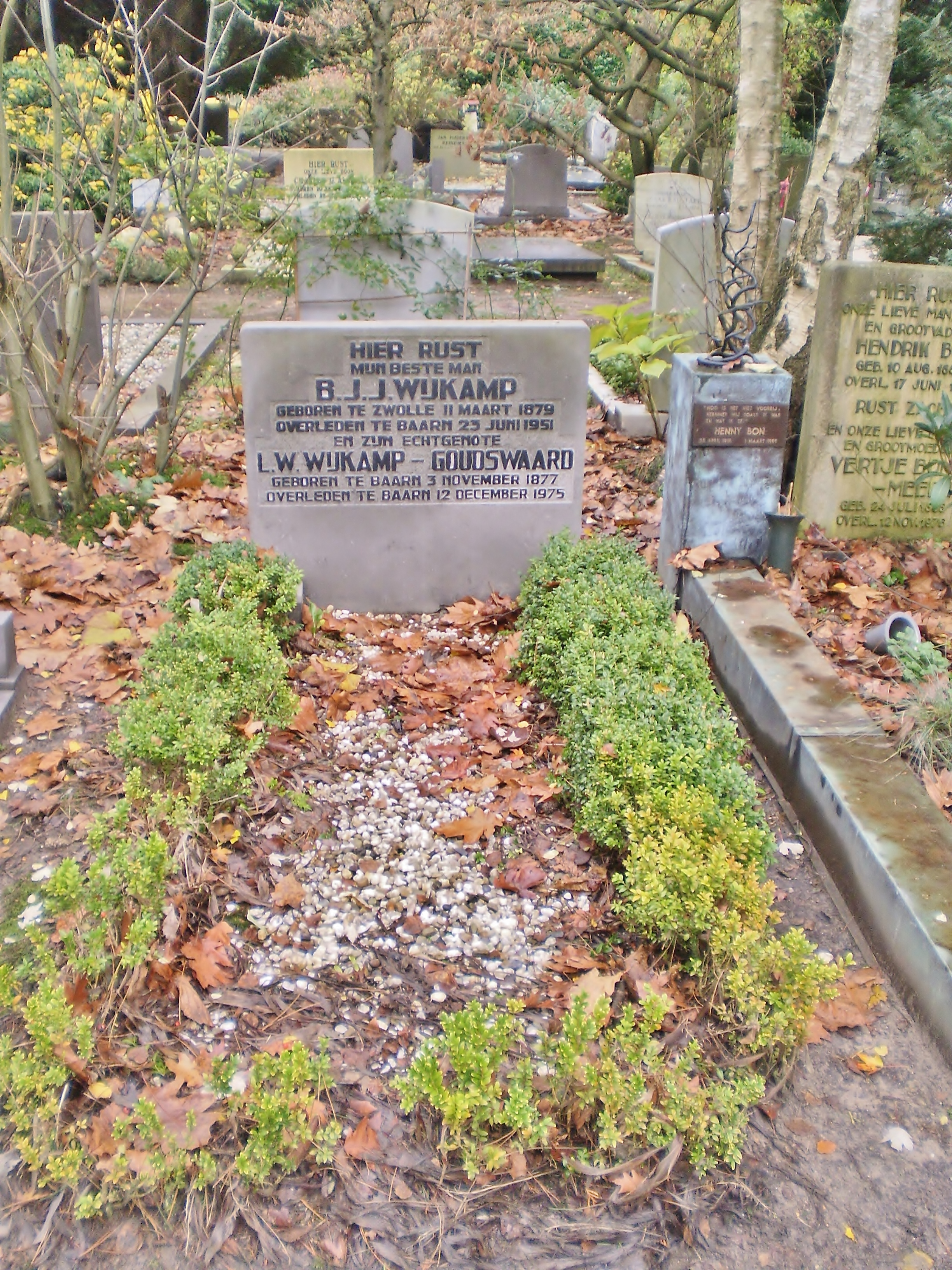
B.J.J. Wijkamp
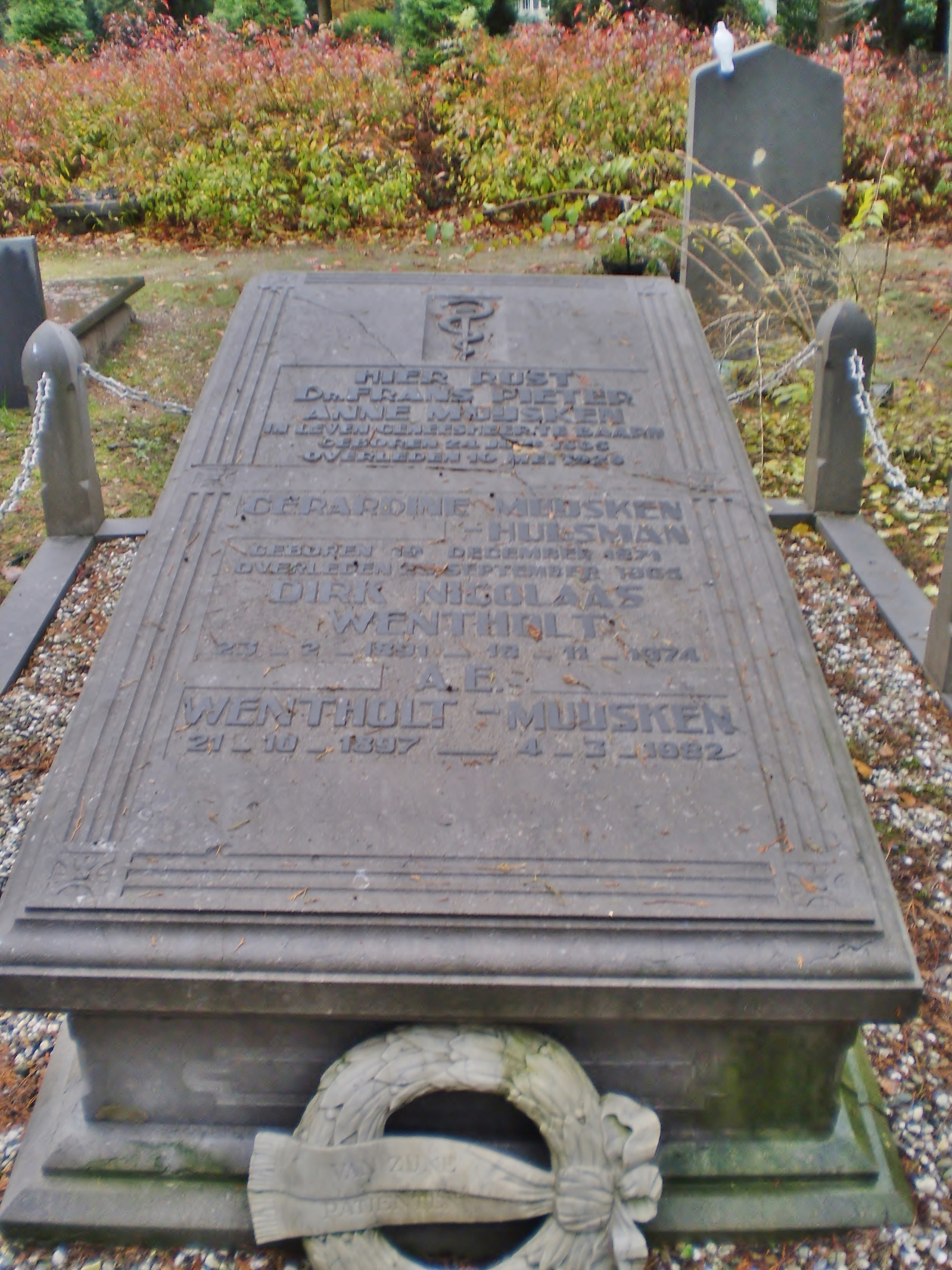
Wentholt-Muysken
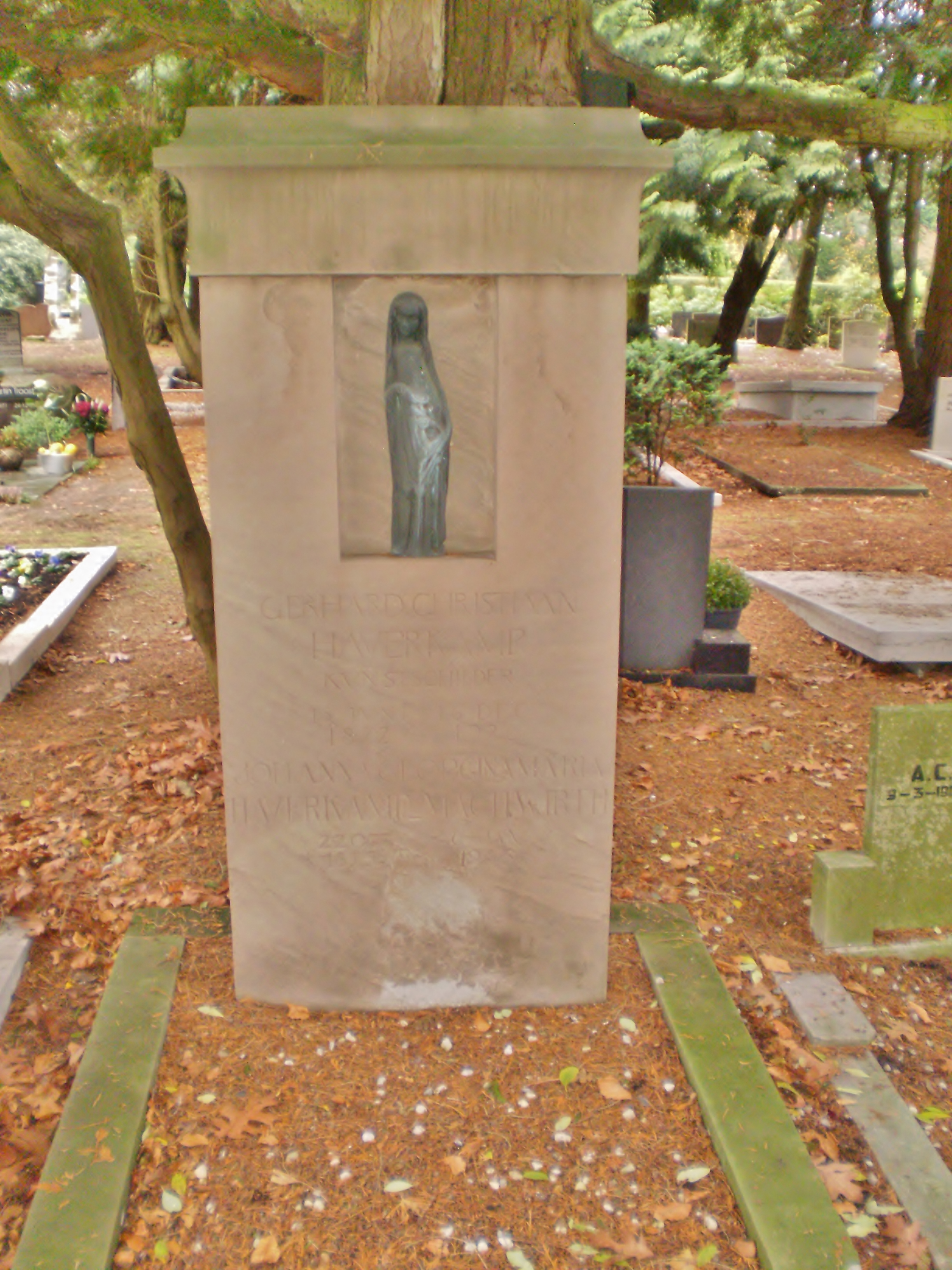
Gerrit Haverkamp
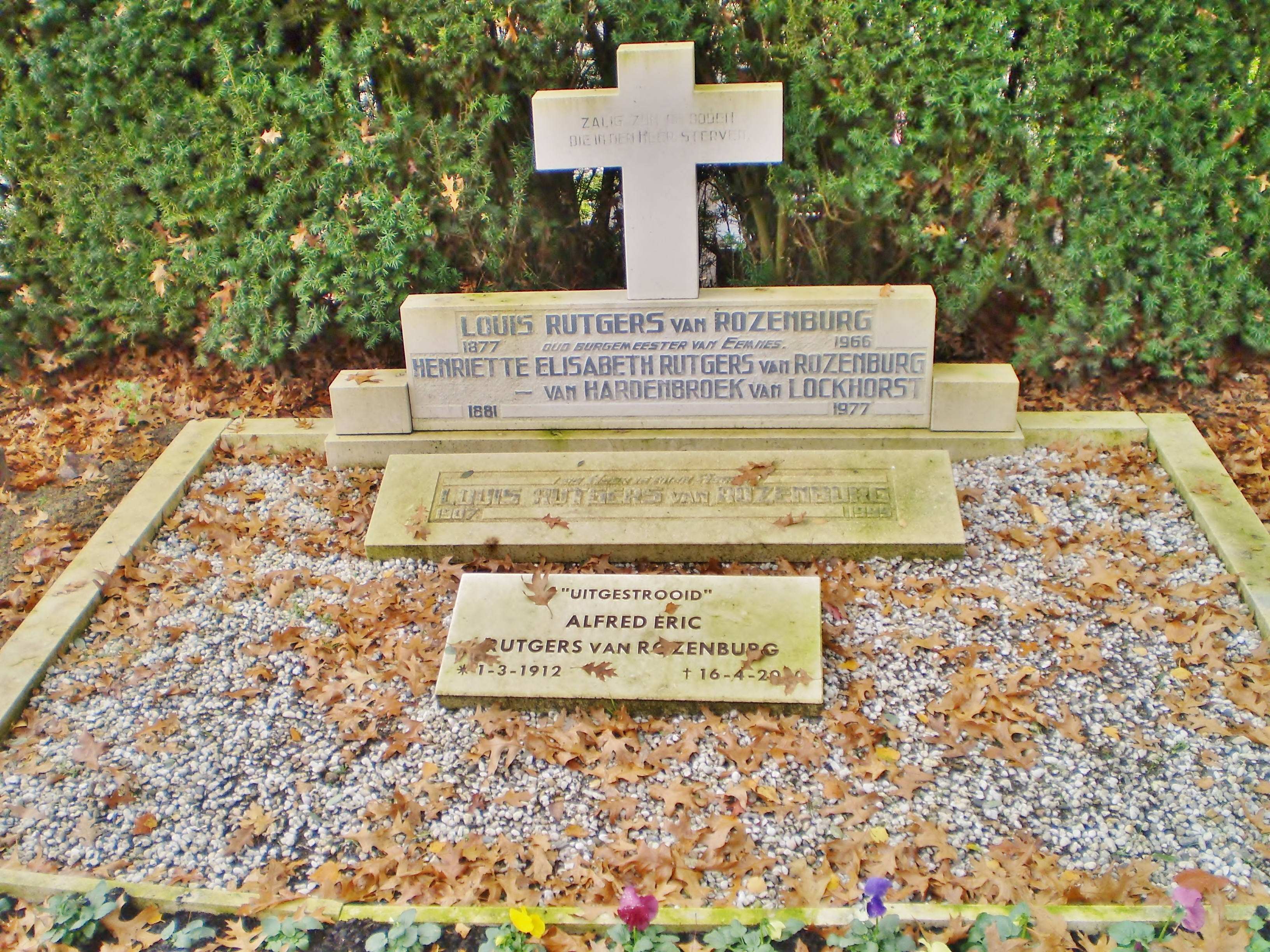
J. Rutgers van Rozenburg